# Ахмед Доган
Ахмед Демір Доган (болг. Ахмед Демир Доган, тур. Ahmed Demir Doğan; нар. 29 березня 1954, Пчеларово, Добрицька область, Болгарія) — болгарський олігарх і політик. Засновник і лідер болгарської політичної партії Рух за права і свободи (1990—2013), яка представляє інтереси передусім турецької етнічної меншини в Болгарії.

## Біографія
У 1981 році здобув вищу філософську освіту в Софійському університеті, стає очним аспірантом з філософії Болгарської академії наук. У 1985 році закінчив Академію суспільних наук і соціального управління (аспірантуру) ЦК БКП.
У 1985 році включається в організацію опору проти так званого «відроджуваного процесу», стає одним із засновників підпільної організації проти насильницької зміни імен турками в Болгарії. У 1986 році приймає керівництво нелегальною організацією Турецький національно-визвольний рух у Болгарії, за що був заарештований і відправлений до Головного слідчого управління Болгарії, де затриманий на 6 місяців і 15 днів.
- 1986 — кандидат філософських наук і науковий співробітник Інституту філософії БАН.
- 1987 — Пазарджик, сидить у тюремній камері для смертників.
- 1989 — Варна, засуджений на 10 років позбавлення волі за створення антиурядової організації (амністований після скасування ст. 233 Кримінального кодексу).
- 1990 — засновник партії Рух за права і свободи та її голова з моменту створення партії 4 січня 1990 року.

Після відкриття архівів Державної безпеки в 2007 році стало відомо, що Ахмед Доган був агентом спецслужб Народної Республіки Болгарія з серпня 1974 року.

## Політична діяльність
Доган був обраний у депутати всіх Народних зборів (НЗ) Болгарії з 1990 р.: 7-х великих НЗ (1990—1991, що прийняв нову конституцію) і всіх звичайних НЗ — з 36-х (1991) до 41-х (2009).
Як незмінний лідер партії найбільшої в Болгарії етнічної меншини — турецької, Доган вніс важливий внесок у встановлення етнічного миру в країні після загострення політичного становища в 1989 р. через «відроджуваний процес» серед місцевих турків. На тлі міжетнічних конфліктів Західних Балкан Болгарію довгий час називали «прикладом етнічного миру».
Під його керівництвом Рух за права і свободи, ґрунтуючись на своєму лояльному електораті, зуміло завоювати стабільне місце в політичному центрі країни. Мандатом ДПС були утворені кілька урядів: експертний професора Любена Берова (1992—1994) і коаліційний Сергія Станішева з його партією БСП і з НДСВ (2005—2009). Партія брала участь і в коаліційному уряді Симеона II з його партією НДСВ (2001—2005).
19 січня 2013 року, поки він читав звітну доповідь на 8-й національній конференції ДПС, яким оголосив також про свою відставку з посади голови партії, на Догана скоєно замах 25-річним стрільцем. Постріл зробити не вийшло, тому що газовий пістолет скоїв осічку. Відставка була прийнята, його вибрали почесним головою ДПС.

## Сім'я
Був двічі одружений, має сина і дочку.